# Stazione di Renate-Veduggio
La stazione di Renate-Veduggio è una fermata ferroviaria posta sulla linea Monza-Molteno-Lecco, a servizio del comune di Renate.

## Storia
La stazione fu inaugurata nel 1911 contestualmente alla linea Monza-Molteno.
Il 28 novembre 1912 venne attivata la ferrovia Renate-Romanò Fornaci, breve diramazione per le Fornaci di Briosco attiva fino al 1931 dalla stazione si diramava una breve linea merci, usata solo saltuariamente per il trasporto di passeggeri.
Nel 1987 venne declassata a fermata.

## Strutture e impianti
La fermata possiede un fabbricato viaggiatori a due piani e conta un unico binario servito da un marciapiede.
In passato erano presenti un binario di raddoppio e un piccolo scalo merci con un magazzino.

## Movimento
La stazione è servita cadenza oraria, con rinforzi alla mezz’ora circa durante le ore di punta del mattino (in direzione Milano) e della sera (in direzione Lecco), dai treni della linea S7 del servizio ferroviario suburbano di Milano, svolti da Trenord nell'ambito del contratto di servizio stipulato con la Regione Lombardia.